# Station Belper
Belper is een spoorwegstation in Belper, Engeland. Station Belper ligt aan de Midland Main Line.

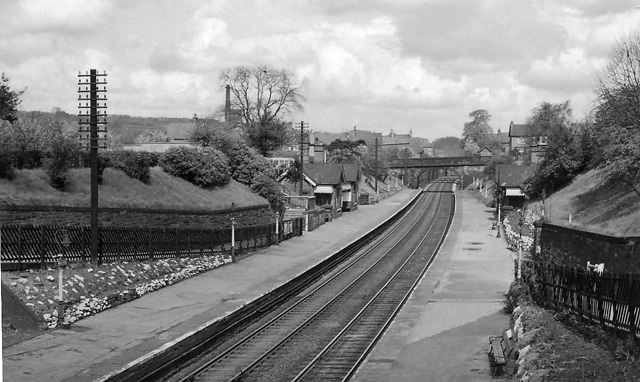
Station Belper in 1961